# Dagvård
Dagvård är i Sverige sjukhusvård dagtid, som kombineras med hemmavistelse om natten.
I Finland avser det en pedagogisk dagverksamhet för yngre barn (se förskola), motsvarande förskola i Sverige.